# The Sunday Times (Afrique du Sud)
Pour les articles homonymes, voir The Sunday Times.
The Sunday Times est un hebdomadaire dominical d'Afrique du Sud.

## Historique
Fondé en 1906 et publié à Johannesbourg, ce journal conservateur s'est muté au fil des années en journal d'opposition libérale, tant autrefois contre la politique d'apartheid menée par le parti national que contre celle menée par les gouvernements du congrès national africain depuis 1994. Le succès populaire du Sunday Times repose sur ses reportages d'investigations qui ont permis de faire éclater plusieurs scandales politico-financiers comme celui d'un trafic d'armes impliquant le gouvernement sud-africain en 2006 mais aussi sur ses pages sportives ou ses analyses politiques. Il dispose d'un supplément économique, intitulé Business Times, destiné aux milieux d'affaires et d'un supplément culturel, intitulé Lifestyle. 
The Sunday Times est distribué dans toutes les grandes villes d'Afrique du Sud mais aussi au Lesotho, au Swaziland et au Botswana. 
Le lectorat du Sunday Times est majoritairement celui des classes moyennes aisées.

## Diffusion
The Sunday Times est diffusé à 468 000 exemplaires en 1972, 524 000 exemplaires en 1994.
Lors du troisième trimestre 2020, sa diffusion chute à 106 108 exemplaires en raison de la pandémie de Covid-19.

## Contributeurs
- Jani Allan (1980-1989)
- Ranjeni Munusamy